# Friedrich Opel

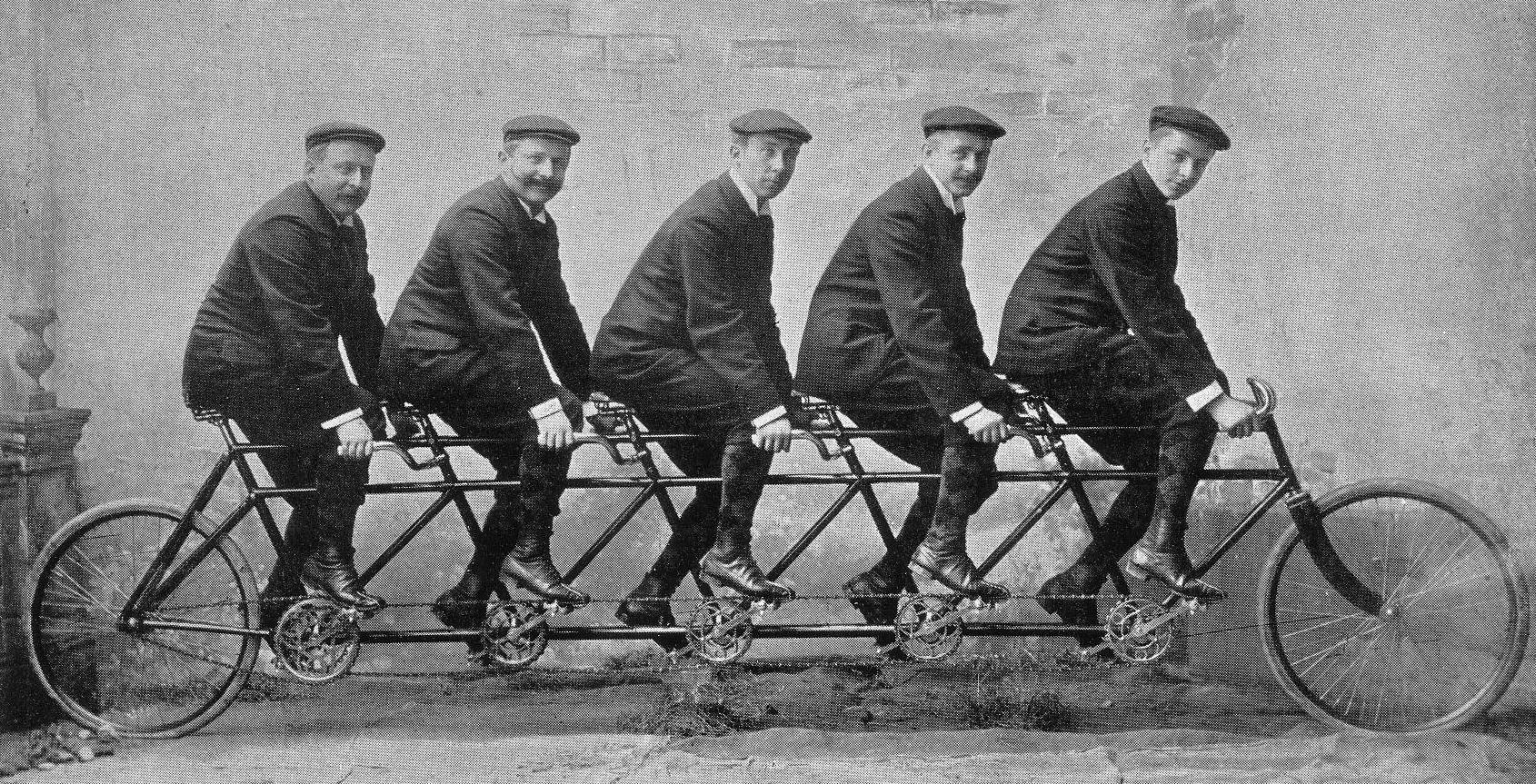
Az Opel testvérek (balról jobbra): Carl, Wilhelm, Heinrich, Fritz és Ludwig

Friedrich Franz „Fritz” Opel (Rüsselsheim, 1875. április 30. – Bécs, 1938. augusztus 30.) német kerékpáros, mérnök, autóversenyző és vállalkozó az Opel családból.

## Élete
Friedrich Opel Ádám és Sophie Opel fia. Gépészmérnöki tanulmányokat a Technikum Mittweidában 1894 és 1897 között folytatott, majd a német Opel autógyárnál volt tervező. Testvérével, Wilhelmmel vezette be a futószalagot a német autóiparban. 1927-ben díszdoktori címet kapott a Darmstadti Műszaki Egyetemtől.
Apja, Adam Opel 1862-ben varrógépgyártásra Rüsselsheimben megalapította az Opel céget, majd később kerékpárgyártással bővítette. Apja 1895-ben bekövetkezett halála után öt fia, Carl, Wilhelm, Heinrich, Ludwig és Fritz vette át a vállalatot. 1898-ban Friedrich és testvére, Wilhelm Friedrich Lutzmann dessaui gyárának megvásárlásával beléptek az autóiparba.
Friedrich Opel sikeres kerékpáros volt, és csak az Opel kerékpáron mintegy 180 díjat nyert. Az egyik legnagyobb diadala a 620 kilométeres Basel–Cleve verseny megnyerése volt 1894-ben. Lelkes híve volt az autósportnak és az autóversenyzőknek is. Saját márkájával indult az 1907. évi Kaiserpreis-versenyen, ugyanebben az évben pedig a Targa Florión. 1908-ban megnyerte a Francia Nagydíjat és 1912-ben Belgium Nagydíját.
Opel 1938. augusztus 30-án, 63 éves korában hunyt el. A Rüsselsheim am Main-i Opel-mauzóleumban van eltemetve.
Mivel Friedrichet Fritznek is hívták, gyakran összetévesztik unokaöccsével, az autóversenyző Fritz von Opellel.

## Kitüntetése
- 1921: Dr. Ing. E. h. a TH Darmstadt